# 第18期本因坊戦
第18期本因坊戦（だい18きほんいんぼうせん）は、1962年（昭和37年）に挑戦者決定リーグ戦を開始し、本因坊栄寿（坂田栄男）に、前本因坊の高川格九段が挑戦する七番勝負が1963年4月から行われ、坂田が4勝2敗で防衛、3連覇を果たした。

## 方式
- 参加棋士 : 日本棋院・関西棋院の棋士の初段以上。
- 予選は、日本棋院と関西棋院それぞれで、1次予選、2次予選を行い、その勝ち抜き者による合同の3次予選で4名の新規リーグ参加者を決める。
- 挑戦者決定リーグ戦は、前期シード者と新参加4名を加えた8名で行う。
- コミは4目半。
- 持時間は、リーグ戦、挑戦手合は各10時間。

## 経過

### 予選トーナメント
新規リーグ参加者は、前期陥落から即復帰の島村俊宏九段と宮下秀洋九段、2回目の参加となる梶原武雄八段と鯛中新八段の4名。

### 挑戦者決定リーグ
リーグ戦は前期シードの、前期挑戦者半田道玄、前々期本因坊の高川格、及び木谷實、橋本宇太郎と、新参加4名により、1962年11月2日から翌年3月11日までで行われた。結果は高川が第6戦まで全勝し、最終戦を待たずに挑戦を決めた。

### 挑戦手合七番勝負
坂田本因坊に高川が2年ぶりのリターンマッチを挑むる七番勝負は1963年4月から開始された。戦前の予想は、これまでの対戦成績で高川が圧倒的に不利であるにかかわらず、高川の実力の再評価により互角と言われた。また高川はこの年に挑戦者になるまで10勝2敗と好調で、自身もこの頃は「気持ちも碁の内容も充実しており、リーグ戦を勝ち抜いて挑戦者になるくらいは、その気になればいつでもできると考えていた」と語っている。
第1局は東京本郷の龍岡で行われ、白番坂田が必勝の碁だったが、高川の粘りで白の大石をシノギ損じて逆転した。第2局は山形県東根町東根温泉よし田川で行われ、立会人長谷川章、観戦記は大岡昇平。坂田が序盤の優勢を堅実に守り抜いて旋盤中押勝ち。3局目は愛知県蒲郡市三谷温泉ふきぬきで行われ、観戦記は尾崎一雄、津島寿一日本棋院総裁も同行し、130手まで白番坂田中押勝ちの完勝。第4局は福岡県北九州市八幡製鉄高見倶楽部、白番高川のペースで白番8目半勝ち、2勝2敗のタイとなった。
第5局は京都市国際ホテルで、観戦記は梅崎春生、先番高川が1日目を優勢で進め、2日目に坂田の勝負手で形勢は接近し、高川がヨセで間違えて坂田が逆転で半目勝ち。第6局は熱海市湯河原清光園で行われ、坂田の好局で先番中押し勝ち。坂田が4勝2敗で防衛し、3連覇となった。坂田はこの年の9月には第2期名人戦で名人を獲得し、選手権制初の名人・本因坊となっている。

## 対局譜

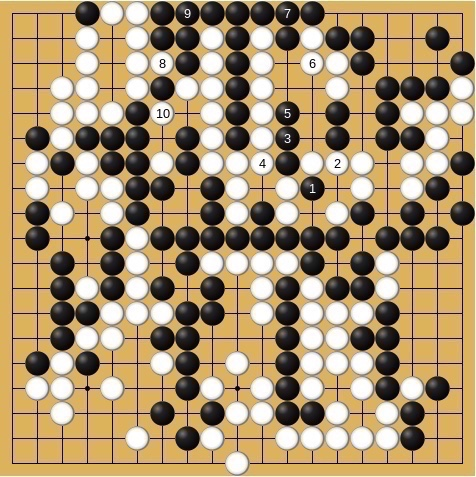
七番勝負第1局（237-246手目）

先番高川の二連星の布石で始まり、中盤まで黒が打ちやすい形勢だったが、左上隅での戦いで白が優勢となった。107手目が一日目の封じ手となったところで高川が長考し、疲労の激しい坂田が「部屋に引き揚げてもいいですか」とたずね、高川は「どうぞ」と答えてから44分の長考ののちに107手目を盤上に打ち、記録係に「書き入れてください」と言うという、珍しい封じ手となった。二日目になって黒は下辺の黒石を犠牲にして上辺の白の大石を切り離して攻撃をかけ、白がシノぐ展開となったが、黒1（237手目）が妙手で、白の大石の右半分が取られることになり、黒の逆転勝ちとなった。

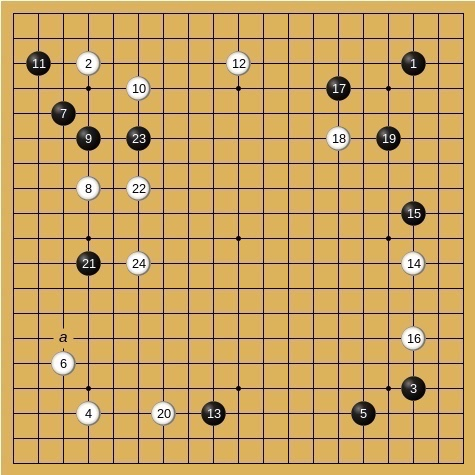
七番勝負第2局（1-24手目）

このシリーズでは坂田は黒番でも白番でも三々の布石を打った。白24の後、黒はaにツケ、白はその左にハネ、黒切りというサバキになったが、黒51が隅の攻め合いの手数を伸ばす意表をついた手で、これへの応手を白が誤り、もともと白のシマリだったところが黒有利な1手ヨセコウとなって、黒が大優勢になった。黒は白に損コウを打たせたことで、コウは白に譲り、右下、左上、中央の大どころを打って、その後も手堅い着手に終始し、差は縮まったが、237手まで黒中押し勝ち。最後まで作れば盤面8目差だった。

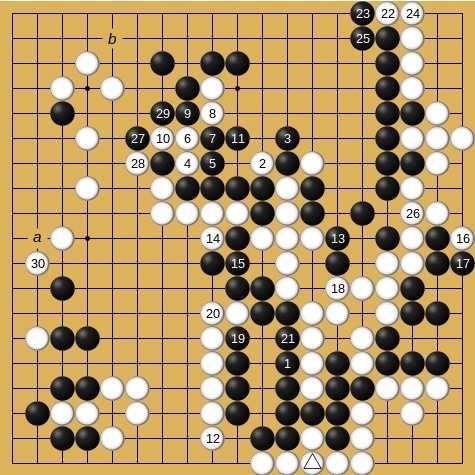
七番勝負第5局（137-166手目）

2勝2敗で迎えた第5局となり、高川としてはこの局に勝つとこれまでの勝利パターンになると考えていた。13手目まではリーグ戦での木谷-高川戦と同じ手順。中央の黒模様の消しで白は急所を逃し、黒優勢となった。坂田は形成を楽観していたが、打掛の夜の2時頃に目を覚まして盤面を思い浮かべているうちに白の劣勢に気づいて愕然とし、朝まで一睡もできなかったという。高川も優勢を意識していたが、疲労が激しく、二日目の昼休憩でも食欲が全くなく、部屋で布団を敷いてもらって横になっていた。休憩中に師匠の光原伊太郎と将棋の藤内金吾が訪ねてきたが高川は挨拶をするのも億劫なほどだった。白は下辺の黒にコウを仕掛ける勝負手から寄り付いていき、122手目で△にコウをツギ、黒1（137手目）と打ってシノギはありそうであったが、白4から稼いで形勢はかなり接近した。黒優勢でヨセに入ったところで、黒27、29とアテたのが敗着で、アテに手を抜いて白30と大きな逆ヨセを打たれて逆転し、白半目勝ちとなった。黒27では30にコスむのが大きく、黒30、白a、黒bと打っていればば優勢を維持できていて、黒1目半勝ちであったろうという。高川は「こんな簡単なコスミをなぜ見のがしたのか、自分でもわからない」「くやしさとむなしさで、その夜は一睡もできなかった」と語っている。